# 秘魯無鬚鯰
秘魯無鬚鯰，為輻鰭魚綱鯰形目項鰭鯰科的其中一種，為熱帶淡水魚類，分布於南美洲亞馬遜河、奧里諾科河、圭亞那及巴拉那河流域，體長可達29公分，棲息在沼澤底層水域，屬肉食性，以魚類為食，生活習性不明。

## 扩展阅读
維基物種上的相關：秘魯無鬚鯰